# Phoenix Mercury 2018
La stagione 2018 delle Phoenix Mercury fu la 22ª nella WNBA per la franchigia.
Le Phoenix Mercury arrivarono seconde nella Western Conference con un record di 20-14. Nei play-off vinsero il secondo turno con le Connecticut Sun (1-0), perdendo poi la semifinale con le Seattle Storm (3-2).

## Roster
| N° | Naz.                   | Ruolo | Sportivo         | Anno | Alt. | Peso |
| -- | ---------------------- | ----- | ---------------- | ---- | ---- | ---- |
| 0  | Stati Uniti (bandiera) | AC    | Angel Robinson   | 1987 | 198  | 88   |
| 1  | Stati Uniti (bandiera) | G     | Imani Wright     | 1995 | 175  | 70   |
| 3  | Stati Uniti (bandiera) | G     | Diana Taurasi    | 1982 | 183  | 78   |
| 5  | Australia (bandiera)   | G     | Leilani Mitchell | 1985 | 165  | 58   |
| 6  | Stati Uniti (bandiera) | G     | Yvonne Turner    | 1987 | 175  | 59   |
| 8  | Australia (bandiera)   | G     | Stephanie Talbot | 1990 | 185  | 87   |
| 12 | Stati Uniti (bandiera) | G     | Briann January   | 1987 | 173  | 65   |
| 14 | Stati Uniti (bandiera) | A     | Devereaux Peters | 1989 | 188  | 79   |
| 20 | Stati Uniti (bandiera) | A     | Camille Little   | 1985 | 188  | 82   |
| 21 | Germania (bandiera)    | C     | Marie Gülich     | 1994 | 196  | 90   |
| 24 | Stati Uniti (bandiera) | A     | DeWanna Bonner   | 1987 | 193  | 65   |
| 31 | Spagna (bandiera)      | A     | Sancho Lyttle    | 1983 | 196  | 79   |
| 42 | Stati Uniti (bandiera) | C     | Brittney Griner  | 1990 | 203  | 94   |

## Staff tecnico
- Allenatore: Sandy Brondello
- Vice-allenatori: Julie Hairgrove, Todd Troxel
- Preparatore fisico: Jonathan Mak